# مخمر (الطويلة)

تعديل مصدري - تعديل

مخمر هي إحدى قرى عزلة لاعة بمديرية الطويلة التابعة لمحافظة المحويت، بلغ تعداد سكانها 96 نسمة حسب تعداد اليمن لعام 2004.